# Johanna Sophie zu Hohenlohe-Langenburg

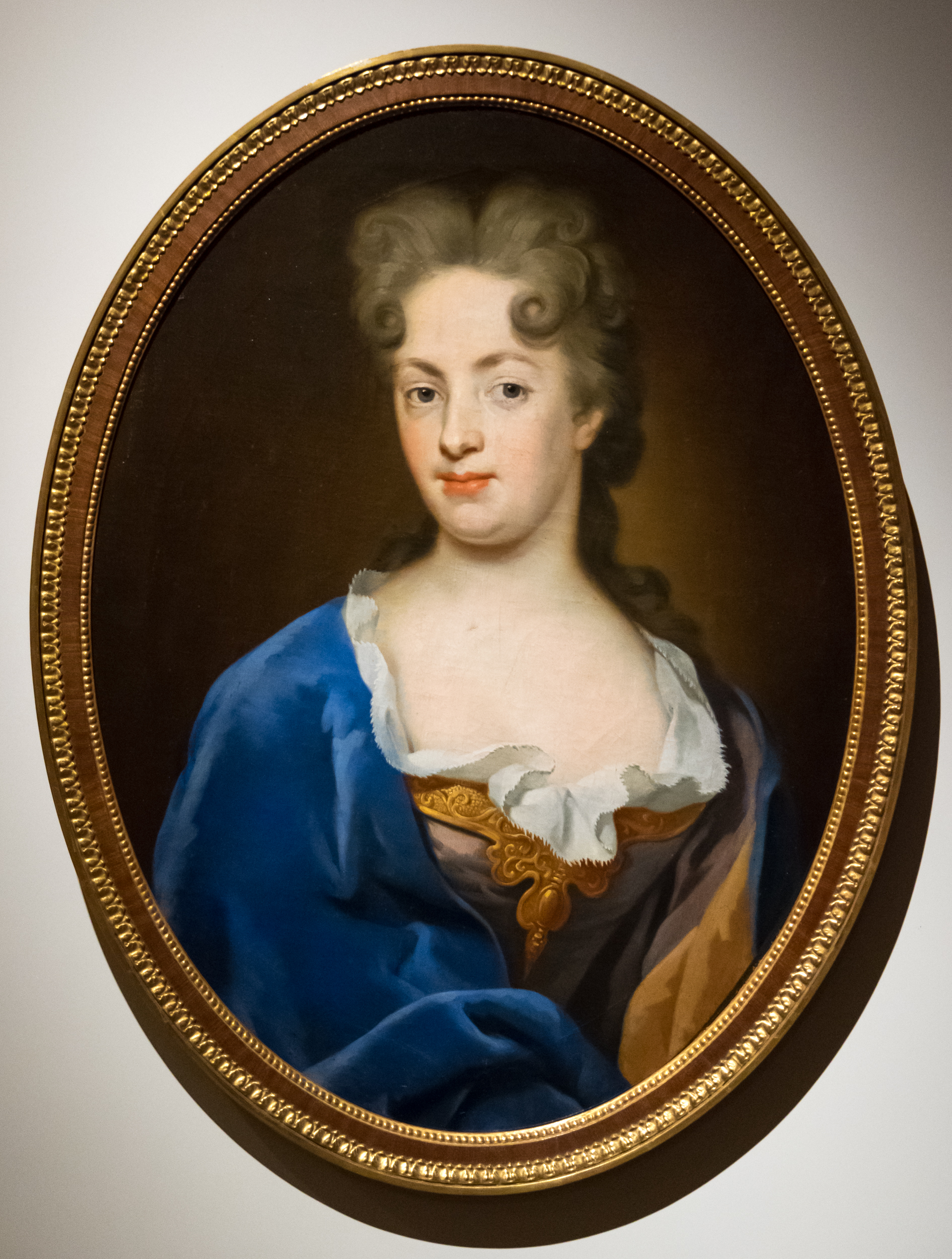
Johanna Sophie zu Schaumburg-Lippe um 1700 auf einem Bild von Hans Hinrich Rundt

Gräfin Johanna Sophie zu Hohenlohe-Langenburg (* 16. Dezember 1673 in Langenburg; † 18. August 1743 in Stadthagen) war eine deutsche Adlige und Dichterin. Durch ihre Heirat wurde sie Gräfin zu Schaumburg-Lippe.

## Biografie

### Kindheit
Johanna Sophia zu Schaumburg-Lippe kam am 16. Dezember 1673 in Langenburg (heute Landkreis Schwäbisch Hall) auf die Welt. Ihr Vater war Heinrich Friedrich zu Hohenburg Langenburg (1625–1699) und ihre Mutter Juliane Dorothea zu Castell (1640–1706). Sie wuchs in einem protestantischen Umfeld auf und verbrachte ihr Leben größtenteils in Langenburg, Bückeburg, Hannover sowie St. James in Großbritannien. Der Hof von Langenburg unter Heinrich Friedrich zu Hohenburg Langenburg war als literarisches Zentrum bekannt, dessen Ziel es war, die Menschen zu bilden. Der Bestand der Bibliothek muss immens gewesen sein. Das Schreiben und Vorlesen galten als besonders wichtige Tätigkeiten. Heinrich Friedrich zu Hohenburg Langenburg wurde in die Fruchtbringende Gesellschaft aufgenommen. Diese setzte sich für die Pflege der deutschen Sprache ein, und zwar über die Standes- und Konfessionsgrenzen hinaus. 1675 übernahm ihr Vater die Herrschaft Kirchberg und die Kunstkammer seines verstorbenen Bruders Joachim Albrecht. Die Kunstkammer musste Johanna Sophia zu Schaumburg-Lippe ziemlich beeindruckt haben, denn sie wurde bereits im ersten Inventar von 1684, als einziges Kind, vermerkt. Ab 1679 war der Pfarrer Johann Ilin für die Bildung der Mädchen zuständig. Der Fokus wurde auf Arzneibücher gelegt, denn es war zu dieser Zeit üblich, dass Frauen eine eigene Apotheke betrieben. Johanna Sophia zu Schaumburg-Lippe genoss einen breiten Unterricht. Sie beherrschte die französische, italienische und lateinische Sprache. Zu ihrer Mutter pflegte Johanna Sophia zu Schaumburg-Lippe ein herzliches Verhältnis.

### Heirat und Nachkommen
Am 4. Januar 1691 heiratete Johanna Sophie in Langenburg den Grafen Friedrich Christian zu Schaumburg-Lippe (1655–1728). Für die Eheschließung brachten ihre unterschiedlichen Konfessionen Komplexität in die Beziehung. Johanna Sophia zu Schaumburg-Lippe kam aus einem lutherischen Umfeld und trat in ein reformiertes Haus ein. Durch die Unterstützung ihres Vaters war es weiterhin ihr Recht, ihr Bekenntnis auszuführen. Dies galt auch für ihre Kinder, die jedoch über die Unterschiede der Konfessionen belehrt werden sollten. Nur die Söhne mussten die Konfession des Vaters übernehmen. Das Paar hatte gemeinsam sieben Kinder, wovon nur Wolfgang Albrecht (1699–1748) und Ludwig Karl (1702–1776) das Erwachsenenalter erlangten. Aus der Ehe gingen folgende Kinder hervor:
- Friedrich August (1693–1694)
- Wilhelm Ludwig (*/† 1695)
- Sophie Charlotte (*/† 1697)
- Philipp (1697–1698)
- Albrecht Wolfgang (1699–1748), Graf zu Schaumburg-Lippe 1728–1748
- Friedrich Ludwig Karl (1702–1776)

### Ehekrise
Zu Beginn ihrer Ehe durfte sie ihren Mann noch oft auf Reisen begleiten, wurde dann aber immer häufiger zurückgelassen. Die Verfassung des Gatten wurde zunehmend als unstabil beschrieben, zudem musste sein Verhalten von Tobsucht geprägt gewesen sein. Gleichzeitig schränkte er die Bewegungsfreiheit von Johanna Sophia zu Schaumburg-Lippe zunehmend ein. Liselotte von der Pfalz, mit der Johanna Sophia zu Schaumburg-Lippe einen hegen Briefverkehr pflegte, stellte fest: „Es ist ein groß Unglück, daß die schönne Gräffin von Buckeburg so einen dollen Mann hatt; sie solte den Mann in Krieg schicken, mögte ihn vielleicht loß werden“. Die Schönheit Johanna Sophias zu Schaumburg-Lippe kann Liselotte allerdings nicht aus eigener Beurteilung geschlossen haben, denn die beiden haben sich nie getroffen. Die Spannungen in der Ehe spitzten sich zu, als Friedrich Christian zu Schaumburg-Lippe versuchte, sich dem Hoffräulein von Johanna Sophia zu Schaumburg-Lippe anzunähern. Das Hoffräulein weigerte sich. Hierfür wurde irrtümlicherweise Johanna Sophie zu Schaumburg-Lippe mitverantwortlich gemacht, worauf Friedrich Christian zu Schaumburg-Lippe ihr mit dem Tod drohte. Aus Angst vor der Drohung ergriff Johanna Sophia zu Schaumburg-Lippe 1702 gemeinsam mit ihrem Sohn, dem Hoffräulein, einigen Bediensteten und Kostbarkeiten die Flucht. Sie erhielt in Minden brandenburgischen Schutz. Gleichzeitig klagte Friedrich Christian zu Schaumburg-Lippe beim Reichshofrat in Wien wegen böswilligem Verlassen. Johanna Sophia zu Schaumburg-Lippe richtete sich an die Landstände der Grafschaft und reagierte mit einer Gegenklage. Das Ziel der Klage war die offizielle Erklärung von Friedrich Christians Regierungsunfähigkeit. Dies hätte bedeutet, dass die Regentschaft für den unmündigen Sohn auf Johanna Sophia zu Schaumburg-Lippe übertragen worden wäre. Dieses Ziel wurde nicht erreicht, dennoch wurde verhindert. Es wurde eine Kommission engagiert, deren Ziel darin bestand, einen gültigen Vergleich und für eine Darlegung der Ehemissverständnisse zu sorgen.
Im März 1703 wurde beschlossen, dass das Schloss Stadthagen ihr Wohnsitz sein sollte. Dieses war bereits im Ehevertrag als ihr Witwensitz vermerkt. Es ist davon auszugehen, dass das Schloss Stadthagen ein halbes Jahrhundert kaum bewohnt worden war, bis Johanna Sophia zu Schaumburg-Lippe am 5. Juni 1703 einzog. Die Bevölkerung in Stadthagen reagierte nach dem Tagebucheintrag von Börries von Münchhausen mit Freuden auf ihren Einzug. Besonders mit dem Ehepaar Börries von Münchhausen (1663–1722) und Sophie Catharina geborene von Voss (1661 oder 1666–1735) war Johanna Sophia zu Schaumburg-Lippe nach dem Briefwechsel zwischen 1691 und 1735 gut befreundet. Das Schloss Stadthagen war bei ihrem Einzug in schlechtem Zustand. Johanna Sophia zu Schaumburg-Lippe investierte in die Renovation. Umständlich war zudem, dass der Garten außerhalb der Stadtmauer lag, denn es galt als verpönt, wenn eine Gräfin zu Fuß durch das Stadttor ging. Um zu umgehen, dass jeweils eine Kutsche bereitgestellt werden musste, wenn sie in den Garten wollte, ließ sie sich einen privaten Weg über den Graben und durch die Stadtmauer erbauen. Dies zog einen Streit mit dem Stadtrat mit sich. Jedoch affirmierten die Deputierten der kaiserlichen Kommission ihren Plan. Johanna Sophia zu Schaumburg-Lippe hielt fest, dass der Stadtrat seitdem unterwürfig sei und keinen Grund mehr habe, sich über sie zu beklagen. Ihr Leben war von Geselligkeit geprägt. Johanna Sophia zu Schaumburg-Lippe hatte eine außergewöhnliche Beziehung zum kurfürstlichen Hof in Hannover. Friedrich Christian zu Schaumburg-Lippe wütete in Wien weiterhin gegen sie. Er wollte ihr die Söhne und Wertgegenstände entnehmen. Dies führte außerdem dazu, dass 1707 die kaiserliche Kommission aufgelöst wurde. Dies schadete Johanna Sophia zu Schaumburg-Lippe, da auch der ihr positiv zugewandte Georg Ludwig Teil davon war und sich für sie eingesetzt hatte. Um Johanna Sophia zu Schaumburg-Lippe die Obhut der Söhne zu entziehen, wurden die beiden nach Wolfenbüttel gebracht, wo sie die Akademie besuchen sollten. Sie ignorierte diese Forderung. Dies führte dazu, dass Johanna Sophia zu Schaumburg-Lippe die Grafschaft verlassen musste.

### Späteres Leben
In Hannover befreundete sie sich mit der Kurprinzessin Caroline von Brandenburg-Ansbach (1683–1737). 1712 willigte Johanna Sophia zu Schaumburg-Lippe ein, das Amt der Oberhofmeisterin bei Kurprinzessin zu ihrem eigenen Schutz anzunehmen. 1714 erbte der Kurfürst Georg Ludwig die britische Krone und zog als Georg I nach Großbritannien. Johanna Sophie zu Schaumburg-Lippe begleitete die beiden und lebte in London als „inoffizielle Hofdame der nunmehrigen Kronprinzessin Caroline“, denn sie konnte „nach englischem Recht als Ausländerin dort keine Lady of the Bedchamber“ werden. Sie lebte in einer Pension und entsprach weiterhin dem „Rang der Oberhofmeisterin nach hannoverschem Recht.“ Friedrich Christian zu schaumburg-Lippe wollte eine andere Frau heiraten. Dafür musste die Ehe mit Johanna Sophia zu Schaumburg-Lippe aufgelöst werden. Dies wurde von Papst Benedikt XIII für gut geheißen. 1725 heiratete Friedrich Christian Anna Maria Victoria von Gall. Dies war aus protestantischer Sicht seitens Johanna Sophia zu Schaumburg-Lippe jedoch nicht möglich, denn die Ehe wurde durch katholische Geistliche aufgelöst. Ihr Sohn Albrecht Wolfgang übernahm nach dem Tod seines Vaters die Regierung in Schaumburg-Lippe. Dies brachte seine Mutter wieder in die Stellung, die ihrer Herkunft als Reichsgräfin entsprach. Wie es der Ehevertrag vorgesehen hatte, bezog sie Schloss Stadthagen als Witwensitz.
Obwohl ihre gesundheitlichen Beschwerden zunahmen, hatte sie weiterhin viel Besuch. Johanna Sophie zu Schaumburg-Lippe erlitt 1698 eine Masernerkrankung. Zudem wurde sie zunehmend von Harnsteinen, Lähmungen und Augenbeschwerden geplagt. Man empfahl ihr zu kuren. Dies war eine gängige Praxis des Adels. 1734 fand man im Schlossgarten Stadthagen eine entsprechende Quelle. Johanna Sophia zu Schaumburg-Lippe beschrieb diese, über deren Fund sie sich sehr freute. Bereits 1735 kurten 500 Personen mit diesem Wasser. Es gab das Angebot, dass jeweils täglich 12 Bewohner, die nicht adlig waren, zu essen und zu trinken erhielten. Der Einsatz für Gütigkeit und Wohltätigkeiten waren Teil des adligen Selbstbildes. Sie engagierte sich unter anderem auch bei diesen Bädern.
Über den Charakter von Johanna Sophia zu Schaumburg-Lippe wurden bis anhin keine negativen Beurteilungen gefunden. Die Kurfürstin Sophie von der Pfalz beschrieb Johanna Sophia zu Schaumburg-Lippe als „recht dugendsame wackere Frau“ und betont, dass sie die „complaisance“ ihr sehr gut vorzulesen. In einem Lobgedicht eines Unbekannten an Johanna Sophia zu Schaumburg-Lippe wird die Bewunderung für ihren scharfen Verstand und ihr Interesse für Kuriositäten unterstrichen. Hier drückt sich auch ihr Interesse für Naturwissenschaft aus. Im Briefwechsel mit Liselotte von der Pfalz, tauschten sie sich über Naturphänomene und neue wissenschaftliche Erkenntnisse aus. Dies war zu dieser Zeit unüblich für Frauen. Dazu wird ihr Engagement für Wohltätigkeiten unterstrichen. Dies entsprach eher dem zeitgenössischen Wirkungsbereich von adligen Frauen. Sie verfügte über ein ausgearbeitetes Ordnungssystem und führte Buch über Ein- und Ausgaben. Johanna Sophia zu Schaumburg-Lippe war sich der Wichtigkeit von Bildung für Frauen bewusst. Durch ihre Bildung, konnte sie die unvorhersehbaren Ereignisse in ihrem Leben meistern. Sie wurde von ihrem Ehemann misshandelt, trat aus der Rolle der Ehefrau und agierte mit der Macht ihres Gatten. Zudem pflegte sie langjährige Freundschaften. Sie unterstützte die Eröffnung eines Waisenhauses für Mädchen in Stadthagen. Besonderen Wert wurde auf die Bildung der Mädchen gelegt. Denn ihre Lebensverläufe waren aufgrund der fehlenden Elternschaft nicht gesichert. Die Bildung sollte ihnen ein Mindestmaß an Aselbstständigkeit gewähren. Am 18. August 1743 starb Johanna Sophie. Sie wurde „im Mausoleum an der Martini-Kirche in Stadthagen neben Friedrich Christian begraben. Johanna Sophie hielt in ihrem Testament fest, was sie sich für ihre Beisetzung wünschte“:
„Meinen entseelten Cörper, soll man ungeöffnet und ungeschmücket, in ein weiß Flanellen [...] Todtenhemd einhüllen; welches meine Cammer Jungfrau verrichten kan, dabey soll aber nicht zugelassen werden, daß man mich unter dem Pretext des Abwaschens entblösse, Ich werde doch rein genuch vor die Würme seyn, meine abgeschiedene in dem Blute Jesu Christi abgewaschene Seele aber ist alsdann schon vollkommen rein und in ihre Herrlichkeit eingegangen; also verlange ich vor diesen elenden Cörper kein Gepränge.“

## Werk
Johann Sophia zu Schaumburg-Lippe hinterließ geistliche Lieder, Gedichte, Meditationen und Briefe. Ihre literarische Tätigkeit ist größtenteils in die Gelehrsamkeit der Theologie zu verorten. Sie war für die damalige Zeit und Umstände sehr gut gebildet. Dies muss auch mit ihrem Stand in Verbindung gebracht werden, wodurch ihr der Zugang zu Bildung erleichtert wurde. Sie führte ein Bücherverzeichnis, das sie 1717 zu Druck kommen ließ. Dieses enthält 700 Werke auf Deutsch, Französisch, Englisch, Italienisch und Spanisch und ist in die Themenfelder Theologie, Politik, Geschichte, Philosophie, Medizin, Geografie, Mathematik, Komödien und Tragödien, Poesie, Lexika und Grammatik, sowie Verschiedenes unterteilt. Der Bereich der Theologie nahm in der Bibliothek besonders viel Raum ein. Sie verfasste geistliche Lieder und Gebete. Die Anthologie Glaubens=Schallende und Himmelssteigende Herzens=Music mit 27 Liedern wurde 1703 herausgegeben. Nach Anna-Franziska von Schweinitz ist dieses Werk unter dem Namen Gottschallende hertzen Music bekannt. Diese Schriften von Juliana Sophia zu Schaumburg-Lippe fallen in die Zeit ihrer schwierigen Ehejahre, wobei der Glaube als Trostspender fungierte. Ein Gedicht aus dem Jahr 1706 von Johanna Sophia zu Schaumburg-Lippe lässt sich in der Leichenpredigtsammlung von Georg Friedrich unter dem Titel Der/ wie eine Mutter/ tröstende Gott finden. Dieses ist eine Leichenpredigt an ihre hoch geschätzte Mutter Juliane Dorothea, Gräfin von Hohenlohe-Langenburg. Das Gedicht hat neun sechszeilige Strophen. Diese sind jeweils im Reimschema abbacc aufgebaut. Mit einem umarmenden Reim, worauf jeweils ein Paarreim folgt, entspricht dieses Schema einem umgekehrten Schweifreim. Dies ist auch an der ersten Strophe ersichtlich:
Ergieset euch/ ihr Fluthen heisser Thränen/
Die ihr mein Angesicht so offt benezt/
Wann Unglücks=Sturm das Hertz hat verletzt;
Ihr sollet Euch dazu gewehnen/
Zu stieszen stets nach deren Grab=Mahl hin/
Die zwar erblasst hier liegt/doch lebt in meinem Sinn.
Das Gebetbuch Einer hohen Reichs-Gräfin auserlesenes Gebet=Buch Nebst Anhang hundert geistliche Lieder in IV. Theilen. […] Alles in einer Vorrede erbaulich bemercket von Johann Heinrich Löder, erschien 1715 als
selbstständige Publikation, worauf bereits 1716 die zweite Auflage folgte.

## Schriften
- Glauben-schallende Und Himmel-steigende Herzens-Music. Christian Sigmund Froberg, Nürnberg 1703 (online).
- Gedicht in: Georg Friedrich Wolff Der/ wie eine Mutter/ tröstende Gott. Leichenpredigt für Juliane Dorothea, Gfn. von Hohenlohe-Langenburg. Fuchs, Oehringen 1706. S. 21–22 (online).
- Gebet-Buch, Nebst Anhang: Hundert geistreicher Lieder. Gleditsch, Rinteln 1715. 2. Aufl. u. d. T. Einer Hohen Reichs-Gräfin Auserlesenes Gebet-Buch. Leipzig: Gleditsch, 1716. 2. Aufl. u. d. T. Einer Hohen Reichs-Gräfin Auserlesenes Gebet-Buch. Gleditsch, Leipzig 1716.

- Briefe der Gräfin Johauna Sophie zu Schaumburg-Lippe an die Familie von Münchhausen zu Remeringshausen 1699–1736. Hrsg. von Friedrich-Wilhelm Schaer. Schaumberger Studien, S. 20. Bösendahl, Rinteln 1968.